# Mirzec-Podborki
Mirzec-Podborki – wieś w Polsce, w województwie świętokrzyskim, w powiecie starachowickim, w gminie Mirzec.
Do 31 grudnia 2023 miejscowość była częścią wsi Mirzec.